# Quaddel

Quaddeln, hier als Symptom einer Nesselsucht (Urtikaria)

Als Quaddel (Urtica) bezeichnet man punkt- bis plateauförmige Erhebungen der Haut, die nach mechanischen Reizungen (wie Drücken, Reiben, Kratzen, Stechen) oder chemischen Irritationen, beispielsweise durch Pflanzengifte oder Insektenstiche, entstehen oder bei Nesselsucht und Allergie auftreten.

## Erscheinung
Eine Quaddel entsteht infolge einer erhöhten Durchlässigkeit der Hautblutgefäße, die wiederum durch eine überhöhte Ausschüttung von Gewebshormonen – meist Histamin aus den Mastzellen – verursacht wird und zu einer Wassereinlagerung in der oberen Dermis führt. Quaddeln sind meist knopf- oder plateauförmig, öfter blasser als ihre Umgebung und von verschiedener Größe. Sie können kreisrund oder unregelmäßig geformt sein. Quaddeln sind oft von einem roten Hof umgeben. Meistens sind Quaddeln mit einem kurz- oder längerfristig auftretenden Juckreiz verbunden.

## Mögliche Ursachen

### Pflanzengifte
Quaddeln können nach Berühren bestimmter Pflanzen erscheinen, so bei Brennnesseln, aber auch bei tropischen Pflanzen wie dem Brennnesselbaum oder dem Giftsumach. Daneben werden die schadenden Pflanzeninhaltsstoffe oft prompt als brennend schmerzhaft empfunden und lösen zumeist etwas später einen Juckreiz aus. Doch auch die Pollen von Pflanzen können Quaddeln und Hautrötungen hervorrufen (siehe Heuschnupfen).

### Insektenstiche
Typische Symptome von Insektenstichen sind Juckreiz und einzelstehende Quaddeln. Stechende Insekten wie Flöhe, Plattwanzen, Zecken, Stechmücken, Kriebelmücken, Gnitzen, Bremsen oder Stechfliegen hinterlassen Hautverletzungen, um die sich dann juckende Quaddeln bilden. Diese sind oft auch eine Reaktion auf blutgerinnungshemmende Stoffe, die von dem Insekt mit dem Speichel abgegeben das Blutsaugen erleichtern.

### Nesselsucht
Weiterer Auslöser von Quaddeln kann die sogenannte Nesselsucht (Urtikaria) sein, eine durch überhöhte Histaminausschüttung infolge von Stress oder äußeren Einflüssen (z. B. Kälte, Hitze oder Luftdruckveränderungen) hervorgerufene Hautirritation. Nesselsucht hat ihren Namen von der schwarmweise auftretenden Quaddelbildung, die an eine Berührung mit Brennnesseln erinnert. Die Quaddeln erscheinen bei Nesselsucht mit oder ohne rotem Hof auf Schulter, Bauch, Oberschenkel und Unterarm. Meistens verschwinden die Quaddeln innerhalb von Minuten oder ein bis zwei Stunden (akute Nesselsucht) wieder, sie können aber auch länger andauern (chronische Nesselsucht).

### Allergien
Quaddeln können sich auch als allergische Reaktion bilden, auf unterschiedlichste Auslöser hin. Sei es bei einer Lebensmittelallergie, einer Lichtallergie oder einer Medikamentenunverträglichkeit. Dabei können die Quaddeln lokal auf Kontaktflächen beschränkt bleiben, oder aber generalisiert erscheinen, oft in Regionen von Hals und Brust sowie in Hüftnähe vermehrt.

## Gegenmaßnahmen
Bei übermäßiger Quaddelbildung, deren Ursache nicht offensichtlich ist, kann ein Arzt versuchen mit Hilfe von Hauttests und Laboruntersuchungen festzustellen, wodurch die Quaddelbildung ausgelöst wird. Die sogenannten Antihistaminika unterdrücken allein das Symptom. Betroffene sollten Quaddeln nicht durch Kratzen verstärken, vielmehr empfiehlt sich ein Kühlen der betroffenen Hautpartie. Bei Brennnessel- oder Insektenstichen kann das Einreiben der Quaddeln mit Essigwasser Linderung bringen.